# Walking Disaster
«Walking Disaster» —en español: «Desastre andante»— es el segundo sencillo del álbum Underclass Hero de la banda Sum 41. La canción fue lanzada el 23 de julio de 2007.

## Canción
La canción habla acerca de un joven que se marcha de su casa, ya que está cansado de lo que pasa en ella, como problemas familiares. Pero después, con el tiempo, el joven se da cuenta de que la vida ya no es tan fácil como solía serlo. Lo que lo lleva a la madurez y acepta volver a su hogar. La canción fue escrita por Deryck Whibley, demostrando sus pensamientos de cuando era más joven.

## Vídeo musical
El vídeo musical sigue la misma temática de la canción, mostrando a un juguete robot perdido en Los Ángeles, mientras que la banda interpreta la canción en una juguetería. Fue dirigido por Stephen Penta.

## Lista de canciones
Sencillo en CD

| N.º | Título             | Duración |  |
| 1.  | «Walking Disaster» | 4:46     |  |
| 2.  | «No Apologies»     | 2:59     |  |
| 3.  | «Underclass Hero»  | 3:16     |  |

Promocional para Radio

| N.º | Título                     | Duración |  |
| 1.  | «Walking Disaster» (radio) | 4:46     |  |

- Datos: Q2600461